# Португальский этап FIA WTCC
Португальский этап FIA WTCC — одно из официальных соревнований чемпионата мира среди легковых автомобилей, в последний год своего существования проводившееся на городской трассе Вила-Реал в Португалии.

## История
Португальская гонка вошла в календарь серии в 2007 году, пополнив летний европейский отрезок календаря. В следующие семь лет соревнование проводилось ежегодно, для уменьшения расходов и стабильности посещения ротируя своё место проведения: в 2007, 2009, 2011 и 2013 пилоты приезжали в Порту, на городскую трассу Боавишта, в 2008 году — на стационарный автодром в Эшториле, в 2010 и 2012 годах — в на трек в Портимане, а в 2015 — на городскую трассу Вила-Реал.
Сроки проведения гонки совпали с двумя периодами длительного доминирования различных марок в чемпионате мира, что отразилось на списке победителей её заездов: семь побед в этих гонках одержали представители марки Chevrolet, а ещё пять — марки SEAT. Среди пилотов этот список более разнообразен: только Ален Меню и Тьягу Монтейру выиграли более двух заездов, при этом не один из уик-эндов соревнования не заканчивался двойной победой одного и того же пилота.

## Победители прошлых лет
| Сезон | Пилот                       | Конструктор | Трасса    | Статья |
| ----- | --------------------------- | ----------- | --------- | ------ |
| 2017  | Гонка 1 : Мехди Беннани     | Citroën     | Вила-Реал | Отчёт  |
| 2017  | Гонка 2 : Норберт Михелис   | Honda       | Вила-Реал | Отчёт  |
| 2016  | Гонка 1 : Том Коронел       | Chevrolet   | Вила-Реал | Отчёт  |
| 2016  | Гонка 2 : Тьягу Монтейру    | Honda       | Вила-Реал | Отчёт  |
| 2015  | Гонка 1 : Хосе Мария Лопес  | Citroën     | Вила-Реал | Отчёт  |
| 2015  | Гонка 2 : Ма Цинхуа         | Citroën     | Вила-Реал | Отчёт  |
| 2013  | Гонка 1 : Иван Мюллер       | Chevrolet   | Порту     | Отчёт  |
| 2013  | Гонка 2 : Джеймс Нэш        | Chevrolet   | Порту     | Отчёт  |
| 2012  | Гонка 1 : Иван Мюллер       | Chevrolet   | Портиман  | Отчёт  |
| 2012  | Гонка 2 : Ален Меню         | Chevrolet   | Портиман  | Отчёт  |
| 2011  | Гонка 1 : Ален Меню         | Chevrolet   | Порту     | Отчёт  |
| 2011  | Гонка 2 : Роб Хафф          | Chevrolet   | Порту     | Отчёт  |
| 2010  | Гонка 1 : Тьягу Монтейру    | SEAT        | Портиман  | Отчёт  |
| 2010  | Гонка 2 : Габриэле Тарквини | SEAT        | Портиман  | Отчёт  |
| 2009  | Гонка 1 : Габриэле Тарквини | SEAT        | Порту     | Отчёт  |
| 2009  | Гонка 2 : Августо Фарфус    | BMW         | Порту     | Отчёт  |
| 2008  | Гонка 1 : Рикард Рюделл     | SEAT        | Эшторил   | Отчёт  |
| 2008  | Гонка 2 : Тьягу Монтейру    | SEAT        | Эшторил   | Отчёт  |
| 2007  | Гонка 1 : Ален Меню         | Chevrolet   | Порту     | Отчёт  |
| 2007  | Гонка 2 : Энди Приоль       | BMW         | Порту     | Отчёт  |